# Buchs (Argòvia)
Buchs és un municipi del cantó d'Argòvia (Suïssa), situat al districte d'Aarau. El 2023 tenia 8.429 habitants.